# Pontafolgueira
El río Pontafolgueira  es un corto río costero del norte de España que discurre por el occidente del Principado de Asturias. 
- Nacimiento: El Vao del Arca, en el concejo asturiano de Tapia de Casariego.
- Desembocadura: Mar Cantábrico, en la Playa de los Campos.
- Longitud: 5-10 km
- Afluentes principales: ríos da Muria y d'Orxales.
- Poblaciones que atraviesa: Brul, Casariego.

- Datos: Q6082486